# Etrich Taube
«Таубе» — самолёт австрийского авиаконструктора Иго Этриха, ставший первым в мире самолетом, построенным в значительных количествах.

## Предыстория
Игнац Этрих (или Иго как его звали знакомые; под этим именем он вошёл в историю) (нем. Ignaz «Igo» Etrich, 1879—1967) начал конструировать свой самолёт после ознакомления с трудом гамбургского ботаника Фридриха Альборна «Об устойчивости аэропланов». В своей брошюре, опубликованной в 1897 году, Альборн доказывал, что полет семян тропической лианы (лат. Zanonia macrocarpa, яванский огурец) может служить примером планирования для летательных аппаратов.
С помощью отца — владельца фабрики — он сумел построить лабораторию для разработки планеров. В 1900 году Этрих начинает проектирование планера, в 1903 году к нему присоединяется инженер Франц Вельс (нем. Franz Xaver Wels). Планер был построен в октябре 1906 года. В том же году Франц Вельс пролетел на нём около 250 м (другие источники указывают, что планер Этриха пролетел 900 метров) близ Траутенау, в Моравии. Планер разгонялся при взлёте, скатываясь с деревянной рампы, на которую были уложены рельсы. 
Затем последовала постройка ещё нескольких планеров, на которых испытатели экспериментировали с горизонтальным оперением и колёсным шасси.

## Создание самолёта
Этрих переезжает в Вену, где создаёт свою вторую лабораторию близ парка Пратер (нем. Wiener Prater). В 1909 году Этрих и Вельс установили на свой планер двигатель и соорудили хвостовое оперение, создав в конечном итоге самолёт Etrich I «Sperling» (Sperling с нем. — «воробей»), или Praterspatz (дословно — «воробей парка Пратер»). Он имел двигатель мощностью 24 л. с. и в том же году был продемонстрирован публике. Однако его летные характеристики оказались неудовлетворительными.
В 1909 году в Винер-Нойштадте был создан первый аэродром Австро-Венгрии. Этрих арендовал там два ангара и продолжил разрабатывать самолёт, однако Франц Вельс разошёлся с Этрихом во взглядах на перспективы развития авиации, и Этрих продолжил разработку своего самолёта уже в одиночку. Он сумел доработать самолёт, и 10 апреля 1910 года в воздух поднялся новый моноплан, Etrich II «Taube» (Taube с нем. — «голубь»), пилотируемый пилотом Карлом Илльнером.

На самолёте был установлен двигатель Austro-Daimler мощностью 65 л. с., разработанный Фердинандом Порше. Самолёт не имел элеронов и рулей высоты: для управления по крену гошировалось крыло (перекашивалось; галл. от gauchir), для управления по тангажу отклонением задней кромки горизонтального стабилизатора. 
21 июля 1910 года Эдмунд Румплер, будучи заинтересованным новым самолётом, приобрёл лицензию на его производство на своём предприятии Rumpler Luftfahrzeugbau GmbH. В конце 1911 года фирма Rumpler наладила производство, и начала поставлять самолёты в германскую армию. Согласно данным П. М. Гроша, в октябре 1911 году в состав германских Fliegertruppe было принято 10 самолётов Rumpler Taube, а в 1912 году — уже 48. Однако в Германии Фридрих Альборн через суд сумел аннулировать австрийский патент Этриха на этот самолёт, воспользовавшись особенностями германского законодательства об авторском праве. В ответ Иго Этрих объявил войну всем Taube германского производства — обнаруженные за границей, они попросту конфисковывались, причём на вполне законных основаниях. В результате, несмотря на то, что в самой Германии конструкция данного самолёта была объявлена общественным достоянием, германские производители были вынуждены приобрести на неё лицензию у Этриха. 
Выиграв это дело, Этрих перебирается в Германию и основывает там небольшой филиал Etrich Flugzeugwerke. Впоследствии Этрих создал ещё несколько самолётов с крылом типа Zanonia. Это были Etrich Möwe (нем. «чайка») 1910 года постройки, Etrich Schwalbe (нем. «ласточка») и Etrich Limousine 1912 года. На основе последнего в Германии создан LFG Roland Stahltaube.

## Варианты
Кроме Rumpler Luftfahrzeugbau и Etrich Flugzeugwerke, в 1912—1913 годах массовое производство самолётов данного типа начали германские предприятия Deutsche Flugzeug-Werke (DFW), Gothaer Waggonfabrik, Jeannin Flugzeugbau, Halberstädter Flugzeugwerke, Albatros Werke, Kondor Flugzeugwerke, Euler-Werke и другие. Некоторая часть из них продавалась за границу, в частности, незадолго до начала войны фирма Kondor начала продавать в Испанию Kondor Taube «тип К14».
|                                  |                        |                         |                         |                     |              |                      |                      |  |
|                                  | Etrich A.II            | Jeannin A               | LFG A                   | DFW A               | Germania A.I | Gotha A.I            | Gotha A.II           |  |
| Первый полёт:                    | 1914                   | 1913                    | 1913                    | 1913                | 1914         | 1914                 | 1914                 |  |
| Длина:                           | 9,85 м                 | 9,69 м                  | 9,69 м                  | 11,50 м             | 10,20 м      | 10,00 м              | 8,50 м               |  |
| Размах крыла:                    | 14,35 м                | 13,87 м                 | 13,87 м                 | 14,00 м             | 14,00 м      | 14,50 м              | 14,00 м              |  |
| Высота:                          | 3,15 м                 | 2,97 м                  | 2,97 м                  |                     | 3,20 м       | 3,15 м               | 2,80 м               |  |
| Площадь крыла:                   | 28,00 м²               | 36,00 м²                | 36,00 м²                | 30,00 м²            | 30,00 м²     | 33,50 м²             | 28,00 м²             |  |
| Вес пустого самолёта:            | 565 кг                 | 600 кг                  | 600 кг                  | 600 кг              | 690 кг       |                      |                      |  |
| Вес снаряжённого самолёта:       | 950 кг                 | 850 кг                  | 850 кг                  | 860 кг              | 1.062 кг     |                      |                      |  |
| Двигатель:                       | Austro-Daimler, 120 PS | Opel Argus As.I, 100 PS | Opel Argus As.I, 100 PS | Mercedes G4F, 95 PS |              | Mercedes D.I, 105 PS | Mercedes D.I, 105 PS |  |
| Максимальная скорость:           | 115 км/ч               | 115 км/ч                | 115 км/ч                | 109 км/ч            | 96 км/ч      | 120 км/ч             |                      |  |
| Время на подъём на высоту 800 м: |                        |                         |                         |                     |              | 12 мин               |                      |  |
| Потолок:                         | 3.000 м                |                         |                         |                     |              |                      |                      |  |
| Дальность полёта:                | 300 км                 | 300 км                  | 300 км                  | 380 км              | 385 км       | 600 км               |                      |  |
| Продолжительность полёта:        | 4 ч                    |                         |                         |                     |              |                      |                      |  |
| Экипаж:                          | 2                      | 2                       | 2                       | 2                   | 2            | 2                    | 2                    |  |

Конструкция самолёта имела практически неисчерпаемый резерв для проверки всяческих нововведений, поэтому только что созданный самолёт стремительно совершенствовался. Фирмы Jeannin и DFW строили силовой набор фюзеляжа самолёта из металлических труб, так возник обособленный тип — Stahltaube. Самолёты фирмы Halberstadt имели фюзеляж типа полумонокок, также на ранних версиях устанавливалось носовое противокапотажное колесо. Но главными отличиями были тип устанавливаемого двигателя и размеры самолёта, а также форма крыла.
Живший и работавший в Германии русский инженер Борис Григорьевич Луцкий создал двухмоторную версию Taube. В носовой части были тандемно установлены два двигателя Opel Argus As.I, при этом каждый двигатель имел независимый привод к своему винту. Машина развивала довольно высокую скорость — 150 км/ч, однако она испытывала проблемы с передачей мощности от двигателей на винты. В 1913 году Луцкий построил ещё один моноплан типа Taube, однако в одном из полетов вследствие неисправности топливной системы он загорелся в воздухе и совершил на вынужденную посадку. Обошлось без жертв, однако уникальный самолёт не спасли. После этого Луцкий прекратил постройку своих самолётов.
В том же 1913 году Эдмунд Румплер создал на основе Taube первый в Германии самолёт с закрытой пассажирской кабиной — Rumpler Delfin-Taube. Он использовался для перевозок почты и пассажиров по Германии вплоть до 1918 года. Незадолго до этого Румплером был создан гидросамолёт на основе Rumpler Taube; фирма Albatros скопировала и немного доработала его. Поплавковые Taube стали первыми гидросамолётами Германии. Фирма Harlan экспериментировала со стреловидным крылом (однако серьёзного прироста скорости добиться не удалось), а Euler производила самолёты с клиновидной формой капота.
В 1911 году фирмой Albatros был создан гоночный биплан на основе Taube. Совершенствовали самолёт и военные. Стремясь обезопасить самолёт от обстрела с земли, австриец П. фон Петроши покрыл Taube фирмы Lohner обшивкой из целлулоида. На высоте 1200 метров такой самолёт становился практически незаметным с земли. В 1913 году аналогичные работы проводил А. Кнюбель в Германии. Известно, что усовершенствованные таким образом Taube принимали участие в военных действиях, однако в условиях боевой работы фюзеляжи быстро темнели, теряя, таким образом свою незаметность.
Самолёты Taube принимали самое деятельное участие в спортивных состязаниях и военных манёврах 1911—1914 годов, где были выявлены и устранены многие конструктивные недостатки, приводившие к неисправностям в полете.
Незадолго до войны Rumpler презентовала моноплан Rumpler 4C, который был по сути тем же Taube, но существенно доработанным. На самолёте присутствовали элероны, что намного упрощало управление самолётом. На его основе был создан биплан Rumpler 4A, ставший одним из основных бипланов германской армии в 1914—1915 годах. В июне 1914 года фирмой Gotha был создан самолёт Gotha LE4, который разительно отличался от предыдущих моделей фирмы и от всех самолётов своего класса. Он оснащался радиатором «автомобильного» типа; благодаря мощному, 105-сильному двигателю Mercedes D.I, развивал относительно высокую для своего времени скорость — 120 км/ч. Однако на фронт самолёт так и не попал. Всего же было построено два экземпляра Gotha LE4, которые применялись как учебные.
4 сентября 1914 года фирмой Kondor был представлен новый Taube, спроектированный главой фирмы, Отто Бекком — Kondor Taube «тип H». Он обладал наибольшим среди самолётов своего типа размахом крыла, и был самым крупным самолётом Taube.
В декабре 1914 фирма Halberstadt представила улучшенную версию Halberstadt Taube, оснащенную элеронами. Известно что на нём был установлен двигатель Mercedes D.I. Всего было построено чуть более десятка таких аппаратов. К сожалению более подробных данных о машине не сохранилось.
В начале того же года фирма Germania создала учебно-тренировочную версию Taube, которая отличалась лучшими аэродинамическими показателями среди самолётов в своём классе.
Вероятно, последним спроектированным Taube стал Krieger Taube, который был построен в 1915 году шофером кайзера, Карлом Кригером. В серию машина не пошла.
Всего за период 1910—1915 различными производителями было построено более 200 Taube. 

## Эксплуатация
Самолёт прослужил долгую службу сначала как невооружённый разведчик и корректировщик, затем как учебный самолёт. Именно Taube было суждено стать первым в истории бомбардировщиком: 1 ноября 1911 года в ходе итальянско-турецкого конфликта, итальянец лейтенант Джулио Гавотти на своем Etrich Taube впервые в истории сбросил с самолёта 4 небольшие гранаты на турецкие войска близ Триполи, однако без видимого успеха.
В 1913 году самолёту был присвоен военный индекс «А», обозначающий «невооружённый моноплан» — экипаж самолёта не имел защитного вооружения кроме собственных карабинов и револьверов. И хотя роль бомбардировщика явно не подходила «голубю», в полет иногда брали 2-5 ручных гранат. Уже в начале 1914 года у Taube начали появляться конкуренты среди бипланов Aviatik, Albatros, LVG и многих других, и постепенно Taube стал вытесняться этими самолетами.
Во время Первой мировой войны самолёт достаточно активно применялся на многих фронтах (включая дальневосточный и африканский). К началу войны на вооружении фронтовых частей Fliegertruppe состояло не более 60 самолётов типа Taube, в то же время около 200 Taube служило в качестве учебных машин. На вооружении фронтовых частей стояли Gotha (типов LE2 и LE3), Albatros (тип EE), Rumpler (типов 3C и 4C), Jeannin Stahltaube, DFW Taube, DFW Stahltaube, Etrich Taube, очень редко встречались Kondor Taube (тип К14) и LFG Roland Stahltaube.
Известно несколько знаковых боевых эпизодов, принесших известность этому самолёту. 30 августа 1914 года лейтенант Фердинанд фон Хиддессен на своем Rumpler 3C сбросил на Париж 4 ручные гранаты, затем, снизившись до высоты 25 метров, он сбросил вымпел германских цветов с надписью примерно следующего содержания: «Германская армия у ворот Парижа. Любое сопротивление обречено на провал». И хотя жертвой бомбардировки стала всего лишь одна женщина, подобные бомбардировки сильно угнетали моральный дух мирного населения.
4 ноября 1914 года экипаж Gotha LE2 в составе пилота лейтенанта Каспара и обер-лейтенанта Рооса совершили первый в этой войне налет на территорию Англии. После двухчасового перелета через Ла-Манш они сбросили две бомбы на Дувр и затем без происшествий вернулись на свой аэродром в Остенде.
Особо известным стал случай, произошедший с австралийской Первой легкой кавалерийской бригадой. Бригада атаковала позиции немцев в конном строю, когда на горизонте внезапно появился Taube. Самолёт сбросил всего лишь несколько бомб, но эффект оказался катастрофическим: кроме восьми погибших и двадцати двух раненых человек, отряд понес большие потери в лошадях — тридцать шесть животных было убито, девять ранено, а 123 лошади разбежались, испугавшись взрывов. Атака была сорвана, атакующие были обращены в бегство.
Известными также стали полеты морского лётчика капитан-лейтенанта Гюнтера Плюшова, лётчика крепости Циндао. Располагая единственным исправным Rumpler 3С, в период с августа по ноябрь он совершал регулярные разведывательные и бомбардировочные вылеты, оказавшие огромную помощь осажденным в крепости войскам. Сбрасывая самодельные бомбы, ему удавалось отвлекать внимание японцев от наземных войск. В конце концов, противник вынужден был включить в состав артиллерийских батарей зенитные орудия, что значительно замедлило выдвижение батарей японцев на позиции. Плюшов утверждает, что в одном из полетов ему удалось сбить японский «Фарман» из своего пистолета. 6 ноября, накануне сдачи, летчик вылетел из обреченной крепости для ухода на нейтральную территорию и после аварийной посадки сжег свой самолёт, чтобы он не достался неприятелю.
Прославились «голуби» и на русском фронте. Именно Taube приписывают добычу решающих сведений, определивших исход битвы под Танненбергом.
К концу июня 1914 года было списано 55 наиболее возрастных и изношенных самолётов. Все они были заменены вышеуказанными бипланами. Также были списаны большинство гидросамолётов Rumpler и Albatros Taube. В разряд учебных перевели все самолёты Euler и Goedecker, а также большую часть Etrich Taube германской постройки. После июня 1915 года замечается значительное уменьшение количества Taube на фронте. Это связано с появлением в достаточных количествах самолётов типа «С», вооружённых разведывательных бипланов, которые начали поставляться на фронт летом 1915 года. Отдельные самолёты могли оставаться в частях первой линии и в 1916 году. Согласно данным П. М. Гроша, в конце июня 1916 года в частях первой линии все ещё эксплуатировался один Gotha Taube. С позиций артиллерийского корректировщика Taube был вытеснен скоростным монопланом Fokker M.8 (A.I) ещё в октябре 1914 года.
|                   |        |        |        |        |        |        |        |        |        |        |        |        |
| Тип               | авг 14 | окт 14 | дек 14 | фев 15 | апр 15 | июн 15 | авг 15 | окт 15 | дек 15 | фев 16 | апр 16 | июн 16 |
| Albatros Taube    | 8      | 2      | 7      | 7      | 9      | 10     | 4      | 2      |        |        |        |        |
| Gotha Taube       | 16     | 13     | 13     | 6      | 17     | 5      |        | 4      | 2      | 2      | 2      | 1      |
| Halberstadt Taube |        |        | 2      | 5      | 5      | 3      |        |        |        |        |        |        |
| Jeanin Taube      | 9      | 9      | 7      | 16     | 3      | 1      |        |        |        |        |        |        |
| Kondor Taube      |        | 1      | 4      | 6      | 1      |        |        |        |        |        |        |        |
| Roland Taube      | 1      |        |        |        |        | 1      |        |        |        |        |        |        |
| Otto Taube        |        | 2      |        |        |        |        |        |        |        |        |        |        |
| Rumper Taube      | 10     | 3      |        |        |        |        |        |        |        |        |        |        |
| Итого             | 44     | 30     | 46     | 40     | 35     | 20     | 4      | 6      | 2      | 2      | 2      | 1      |

На вооружении морских авиаотрядов стояли Caspar Taube, оснащённые ротативными двигателями Oberursel U.I, однако в боевых действиях они практически не участвовали. В ходе войны «голубь» продолжал совершенствоваться, несмотря на то, что его конструкция в целом уже не могла соперничать с новыми самолётами. 
На вооружении 8-й армии состояло 59 самолётов, большинство из них были именно Taube. Название этого самолёта надолго стало общим для всех монопланов германской военной авиации.
Самолёт активно применялся в войне и другими армиями — несколько захваченных «голубей» использовались в российской авиации вплоть до начала 1917 года; также Taube стал первым самолётом южноафриканских ВВС. Несколько Etrich Taube были поставлены вооруженным силам Италии, Швейцарии, Испании, Швеции, Норвегии, а также Китая и Японии. Taube эксплуатировались итальянскими ВВС вплоть до вступления их страны в войну в мае 1915 года.